# Onthophagus neocolobus
Onthophagus neocolobus é uma espécie de inseto do género Onthophagus, família Scarabaeidae, ordem Coleoptera.

## História
Foi descrita cientificamente por Scheuern em 1996.